# Activity Streams (формат)
Activity Streams це специфікація відкритого формату для протоколів потоку активності, які використовуються для синдикації дій, що здійснюються в соціальних веб-додатках і сервісах, подібно до тих, що здійснюються в Facebook, Instagram, та Twitter.
Стандарт забезпечує загальний спосіб представлення діяльності. Наприклад, «Джек додав Гаваї до свого списку місць для відвідування». Буде представлено як актор: jack, дієслово: add, об'єкт: Hawaii, ціль: placestovisit.
Реалізатори проєкту напрямів діяльності включають Gnip, Stream, Stream Framework, та Pump.io.

## Приклад
```
{

  
"@context"
:
 
"https://www.w3.org/ns/activitystreams"
,

  
"summary"
:
 
"A note"
,

  
"type"
:
 
"Note"
,

  
"content"
:
 
"My dog has fleas."

}

```